# Dhobley
Dhobley (ou Dhoobley) est une ville du sud de la province somalienne de Jubbada Hoose. 
Elle est située à environ 5 km de la frontière kényane et à environ 300 km de Kismaayo.
Elle est depuis plusieurs années une ville de transit pour les réfugiés somaliens qui cherchent à gagner en particulier les camps de réfugiés de la ville kényane de Dadaab, distante d'une centaine de kilomètres.

## Sources
- (en) "Fighting Erupts on Somalia’s Border With Kenya", New York Times, 30 septembre 2011
- (en) "As an Enemy Retreats, Clans Carve Up Somalia", New York Times, 9 septembre 2011
- (fr) "Somalie: Dhobley, halte poussiéreuse avant les camps de Dadaab", Radio Nederland Wereldomroep, 12 août 2011